# Sora no iro, mizu no iro
Sora no iro, mizu no iro (空の色、水の色?), conosciuta anche come SoraMizu (空水?), è una visual novel eroge giapponese sviluppata e pubblicata per PC da Ciel, uscita il 25 giugno 2004.
Tale videogioco è stato successivamente adattato in una serie di OAV composta da 2 episodi usciti rispettivamente il 28 luglio 2006 e il 27 giugno 2008.
In Italia sia il videogioco che i due OAV sono inediti.

## Personaggi
Hajime Saisho (最所 弌?, Saisho Hajime)
Doppiato da: Suzumura Kenichi
Il personaggio maschile. Un membro del club di nuoto.
Asa Mizushima (水島 朝?, Mizushima Asa)
Doppiata da: Miya Serizono
Una studentessa trasferitasi nella scuola di Hajime. Nuovo membro del club di nuoto.
Natsume Sorayama (空山 菜摘芽?, Sorayama Natsume)
Doppiata da: Miru
L'altra ragazza protagonista. Le piace il giardinaggio e fa parte di un club di giardinaggio.